# Jan Bartoš (literární historik)
Jan Bartoš (17. května 1887, Bělčice – 7. října 1955, Beroun) byl český středoškolský pedagog, katolický spisovatel a literární historik. Odborné a popularizační práce psal pod vlastním jménem, beletrii vydával pod pseudonymem Jan Bartoš-Bělčický – s přídomkem odkazujícím na jeho jihočeský původ. Je autorem prózy, zejména fejetonů (např. pro Lidové listy), ale též gramatických a literárněhistorických příruček.

## Život
Vystudoval češtinu a francouzštinu na Univerzitě Karlově v Praze, následně působil jako pedagog na gymnáziích v Praze, Berouně, Strážnici (kam přišel na začátku školního roku 1922/23 z Berouna a odkud před začátkem školního roku 1924/25 odešel do Kralup nad Vltavou), v Kralupech nad Vltavou a jinde. Byl dlouholetým členem Spolku sběratelů a přátel exlibris a v roce 1951 působil jako redaktor jeho časopisu Knižní značka.

## Dílo
- Bartoš, Jan: Co máme čísti?: Přehled českých spisovatelů a jejich děl až do našich dnů. Beroun : Karel Mottl, 1921
- Bartoš, Jan: Bělčický kluk : Kus života jižních Čech na předělu století / Jan Bartoš ; Mnoha kresbami provází Vojtěch Sedláček. V Praze : Vyšehrad, 1937
- Bartoš, Jan: Mizející Slovácko / Dr. Jan Bartoš ; [Třemi kresbami doprovází profesor Rud. Pařízek]. V Praze : Jan Bartoš, 1936